# Kanton Thionville-Est
Thionville-Est is een voormalig kanton van het Franse departement Moselle. Het kanton maakte deel uit van het arrondissement Thionville-Est.

Het kanton omvatte uitsluitend een deel van de gemeente Thionville.

Het kanton werd opgeheven bij decreet van 18 februari 2014, met uitwerking in maart 2015.